# Flamen Dialis
Der flamen Dialis war in der römischen Religion der Staatspriester des obersten Gottes Iuppiter Optimus Maximus und ranghöchster der flamines. Der flamen Dialis musste Patrizier sein, aus einer nach den besonderen Regeln der Confarreatio geschlossenen Ehe stammen und in einer solchen Ehe verheiratet sein. Starb seine Frau, musste er sein Priesteramt niederlegen, da er dann nicht mehr verheiratet war. Auch seine Frau, die Flaminica, musste Patrizierin sein und aus einer Confarreatio-Ehe stammen.
Das Leben des flamen Dialis unterlag strikten rituellen Regelungen, was darauf hinweist, dass der flamen Dialis ursprünglich ein vorrömisches, archaisches Priesteramt war, das erst später in das Priesterkolleg integriert wurde: Er konnte zum Beispiel keine eigene politische Karriere verfolgen, da er die Stadt Rom nicht verlassen durfte und daher kein militärisches Kommando übernehmen konnte (was für einen römischen Politiker selbstverständlich war); er musste bestimmte Kleidungsvorschriften beachten – eine besondere Kopfbedeckung, der Apex, war das Symbol für einen flamen – und durfte nicht mit Toten, rohem Fleisch, Bohnen, gesäuertem Brot, Efeu, Waffen, Pferden, Hunden und Ziegen oder einem Heer in Berührung kommen. Dafür erhielt er jedoch weitreichende Privilegien: Er war der einzige Priester mit den politischen Rechten eines Magistrats, er war zu einer sella curulis berechtigt, besaß einen Sitz im Senat sowie einen Liktor und durfte stets die toga praetexta tragen. Mutmaßlich hatte man dem flamen Dialis gerade aufgrund des enormen Prestiges, das mit diesem Priesteramt verbunden war, bewusst eine politische Karriere unmöglich gemacht.

## Caesar alsflamen Dialis
Gaius Iulius Caesar, der aus einer alten patrizischen Familie stammte, wurde bereits im Alter von 13 Jahren für den Dienst als flamen Dialis vorgesehen. Auf Anraten seines angeheirateten Onkels Gaius Marius hatte ihn das Priesterkolleg zur Wahl vorgeschlagen und Caesar wurde von den Marianern und den Anhängern Lucius Cornelius Cinnas unterstützt; jedoch ist ungeklärt, ob er das Amt tatsächlich antreten konnte: Die Marianer unterlagen im Bürgerkrieg bald darauf der Partei Sullas. Wahrscheinlich wurde Caesar daher entweder die Inauguration auf Initiative Sullas vom damaligen pontifex maximus und Sullaner Quintus Mucius Scaevola verwehrt, oder der bereits inaugurierte Caesar wurde von Mucius suspendiert. Caesars Vorgänger im Amt des flamen Dialis, Lucius Cornelius Merula, hatte sich im Jahr 87 v. Chr. das Leben genommen, nicht jedoch ohne zuvor seine politischen und geistlichen Ämter niederzulegen – Letzteres sicherlich auf Weisung des pontifex maximus, um vor allem eine Verletzung des ius sacrum zu vermeiden. Als Caesar das Amt des flamen Dialis antreten sollte, war die Position daher bereits vier Jahre lang vakant gewesen. Die Gründe hierfür mögen im damaligen Bürgerkrieg oder in Mucius’ Absicht gelegen haben, den unwürdigen Umgang der politischen Klasse mit Merula zu brandmarken, worauf der Senat versuchte, dem pontifex maximus das Ernennungsrecht für die flamines des collegium pontificum zu entziehen.
Vor Caesars geplanter Inauguration eskalierte die Situation. Allerdings erlaubt die Quellenlage keine Möglichkeit zu klären, ob Mucius mit seiner harten Haltung gegenüber dem Senat Erfolg hatte. Der Historiker Velleius Paterculus (um 29 n. Chr.) erklärt, dass Caesar das Amt offiziell angetreten hatte,; Sueton (um 130 n. Chr.) nennt Caesar dagegen lediglich einen destinatus („[für das Amt] bestimmt“). Ob Sueton hiermit auf eine bereits vollzogene captio anspielt, kann jedoch nicht geklärt werden. Da der flamen Dialis in den Quellen für viele Jahrzehnte nicht mehr erwähnt wird, ist wahrscheinlich, dass Caesar das Amt höchstens inoffiziell innehatte. Dies war möglich, weil der flamen Dialis zusammen mit dem rex sacrorum schon lange massiv an priesterlicher Bedeutung verloren hatte, unterworfen dem pontifex maximus wie früher dem Priester-König; allerdings hatte das Amt dennoch sein großes Prestige behalten. Die vier vakanten Jahre nach 87 v. Chr. sind möglicherweise auch darauf zurückzuführen, dass Caesar zwar bereits im Alter von 13 Jahren für das Amt vorgesehen war, jedoch mit der Inauguration gewartet werden musste, solange er noch unverheiratet war und das nötige Alter nicht erreicht hatte. Zwar konnte offiziell nur der pontifex maximus einen flamen auswählen oder ablehnen, doch Sulla unternahm als Dictator zwei Versuche, Caesars Inauguration zu verhindern: zum einen verlangte er von Caesar zunächst die Scheidung, was eine Wahl zum flamen Dialis unmöglich gemacht hätte. Caesar weigerte sich und erhielt eine (Geld-)Strafe (Sueton: sacerdotio […] multatus). Im Zuge der Proskriptionen musste Caesar dann vor den Sullanern aus Rom fliehen, und da es einem flamen Dialis nicht erlaubt war, die Stadt zu verlassen, war die inauguratio Caesars somit unmöglich geworden. Falls Caesar das Amt bereits innehatte, wird er es durch seine Flucht verloren haben. Die Ironie der Geschichte bestand darin, dass Sulla auf diese Weise überhaupt erst Caesars künftige politische Karriere, die ihm als flamen Dialis unmöglich gewesen wäre, möglich machte.